# Àcid ventòsic
L'àcid ventòsic, el qual nom sistemàtic és àcid 9,10,12,13-tetrahidroxidocosanoic, és un àcid carboxílic de cadena lineal amb vint-i-dos àtoms de carboni i quatre grups hidroxil {\displaystyle {\ce {-OH}}} als carboni 9, 10, 12 i 13, la qual fórmula molecular és {\displaystyle {\ce {C22H44O6}}}. En bioquímica és considerat un àcid gras.

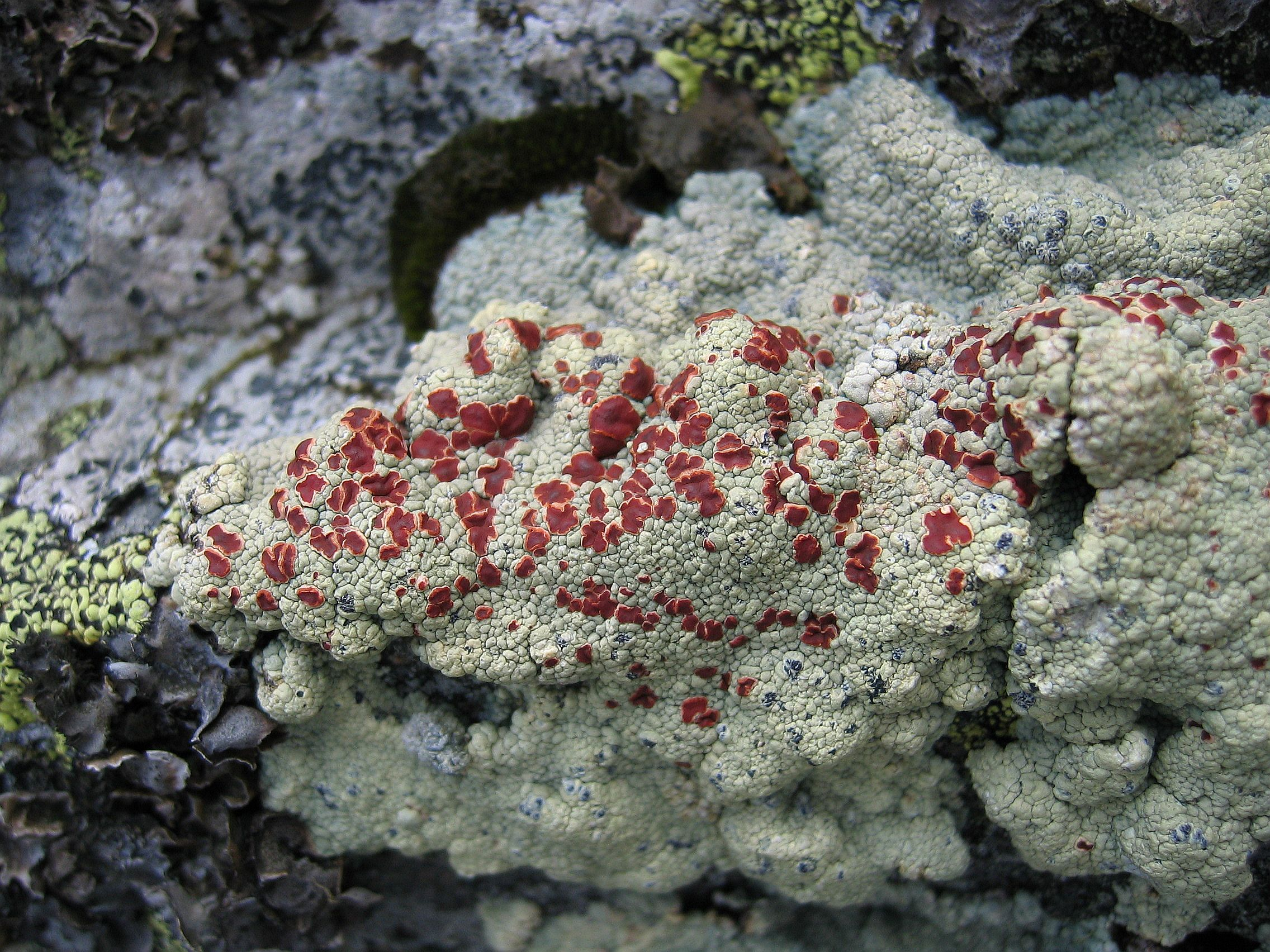
Ophioparma ventosa

D'estructura incerta, té un punt de fusió de 183-185 °C i s'ha aïllat de diversos líquens. El 1957 el químic Yngve Johannes Solberg l'aïllà per primer cop d'Haematomma ventosum o Ophioparma ventosa, del qual rep el nom comú àcid ventòsic; posteriorment també d'espècies de la família Parmeliàcies i d'Hypogymnia enteromorpha.